# Raymond Fein
Raymond Fein (* 20. August 1950 in Zürich) ist ein Schweizer Kommunikationsberater, Moderator und Pianist.
Raymond Fein wuchs zweisprachig in Zürich auf, wo er nach seiner Ausbildung zum Textilkaufmann ein Rechtsstudium abschloss. 
Im Jahr 1968 tat Fein sich mit seinem Schulkameraden Jean-Marc Che Peyer zusammen, um für einen Musikwettbewerb einen Boogie-Woogie aufzuführen. Dieses Duo wurde 1975 erstmals unter dem Pseudonym Che & Ray bekannt; sie gaben bis zum Ende ihrer Karriere gegen 3'200 Konzerte und verkauften rund 300'000 Tonträger und erhielten 8 goldene und 3 Platin-Auszeichnungen.
Eine grössere Bekanntheit als Einzelperson erreichte er in den 1980er Jahren als Moderator von teilweise preisgekrönten Fernsehsendungen des Schweizer Fernsehens wie «Telerallye» und «Richtig oder falsch» sowie (von 1987 bis 1993) «Traumpaar».
Seit 1975 ist Fein auch als Unternehmensberater tätig. Zeitweilig war er Leiter einer großen Privatschule in der Schweiz.